# 충주중앙초등학교 축구부
충주중앙초등학교 축구단(Chungju Jungang Elementary School Football Club)은 대한민국 충청북도 충주시에 있었던 축구 선수단이다. 충주중앙초등학교가 운영하는 U-12 축구 선수단이며, 2012년에 해단되었다.

## 시즌별 개요
| 시즌 | 대회             | 참가팀 | 경기 | 승 | 무 | 패 | 득 | 실 | 차 | 승점 | 순위 |
| ---- | ---------------- | ------ | ---- | -- | -- | -- | -- | -- | -- | ---- | ---- |
| 2000 | 전국소년체육대회 | 16     | 1    | 0  | 0  | 1  | 0  | 1  | -1 |      | 16강 |

## 참고 문헌
- “KFA 통합경기정보 시스템”. 대한축구협회. 2020년 2월 22일에 원본 문서에서 보존된 문서. 2020년 5월 8일에 확인함.

## 같이 보기
- 충주중앙초등학교